# فيلهلم باتز
فيلهلم باتز (21 مايو 1916 - 11 سبتمبر 1988) طيار بطل ألماني خدم في لوفتفافه خلال الحرب العالمية الثانية. هو طيار عسكري يُنسب إليه إسقاط خمس أو أكثر من طائرات العدو أثناء القتال الجوي.  حلق ويلي باتز في 445 مهمة قتالية وكان أكثر من نصفهم انتصارات جوية. وقد تحققت الغالبية العظمى (234) من انتصاراته على الجبهة الشرقية، حيث كان يقاتل ضد مقاتلات ستورموفيكس إليوشن إل-2 والقاذفات ذات الاربع محركات. ومن الحقائق المثيرة للاهتمام أن باتز رفض عدة مرات الخروج في مهمات قتالية في المراحل الأولى من الحرب كما كان مدرب طيران في كوفيورن وباد أيبلينغ.
عندما شنت القاذفات الأمريكية غارات على حقول النفط في بلوستى الرومانية، قاتلها باتز، مما ادى إلى اسقط ثلاثة قاذفات أمريكية.
في مارس 1944 حصل على وسام Knight’s Cross of the Iron Cross with Oak Leaves and Sword لخدمته. في عام 1945 كان متمركزا في المجر ومن هناك تمكن من خراج رجاله إلى ألمانيا حيث استسلموا للحلفاء وبالتالى تجنبوا الوقوع في ايدي السوفيات وهي الحالة التي كان يخشها العديد من الألمان.

### اقتباسات
1. ↑  Spick 1996.